# بطولة الكويت لمحترفي الاسكواش 2004
بطولة الكويت المفتوحة للاسكواش موسم 2004 (بالفرنسية: Kuwait Open 2004) هي نسخة عام 2004 من بطولة الكويت لمحترفي الاسكواش، والتي أقيمت بمدينة الكويت في القترة من 23- 28 يناير 2004.
يتألف الفريق من 16 لاعبًا، منهم أربعة لاعبين مؤهلين. يتم تصنيف أفضل ثمانية لاعبين.
في ذلك الموسم، ذهب لقب البطولة إلى بيتر نيكول الذي فاز في النهائي على زميله المتأهل جيمس ويلستروب.

## اللاعبين المصنفين
1. إنجلترا بيتر نيكول (بطولة)
2. أستراليا جون وايت (لاعب اسكواش)[3][4] (ربع نهائي)
3. أستراليا ديفيد بالمر
4. كندا جوناثان باور[5][6] (نصف نهائي)
5. فرنسا تهيري لنكو
6. ماليزيا اونغ بينغ هي[7][8]
7. إنجلترا لي بيتشيل (ربع نهائي)

## روابط خارجية
- صفحة موقع الاسكواش
- بطولة الكويت المفتوحة للاسكواش (رجال) 2004
- بطولة الكويت المفتوحة للاسكواش (سيدات) 2004